# Urosaurus graciosus
Urosaurus graciosus är en ödleart som beskrevs av Hallowell 1854. Urosaurus graciosus ingår i släktet Urosaurus och familjen Phrynosomatidae.
Arten förekommer i sydvästra USA samt i angränsande områden av Mexiko. Den lever i låglandet och i bergstrakter upp till 1070 meter över havet. Habitatet utgörs av halvöknar med glest fördelade buskar. Ibland besöks trädgårdar. Troligtvis gräver Urosaurus graciosus enkla underjordiska bon. Honor lägger ägg.
I några områden påverkas beståndet negativt av terrängkörning. Ödlan gynnades av trädodlingar. IUCN kategoriserar arten globalt som livskraftig.

## Underarter
Arten delas in i följande underarter:
- U. g. graciosus
- U. g. shannoni

## Bildgalleri

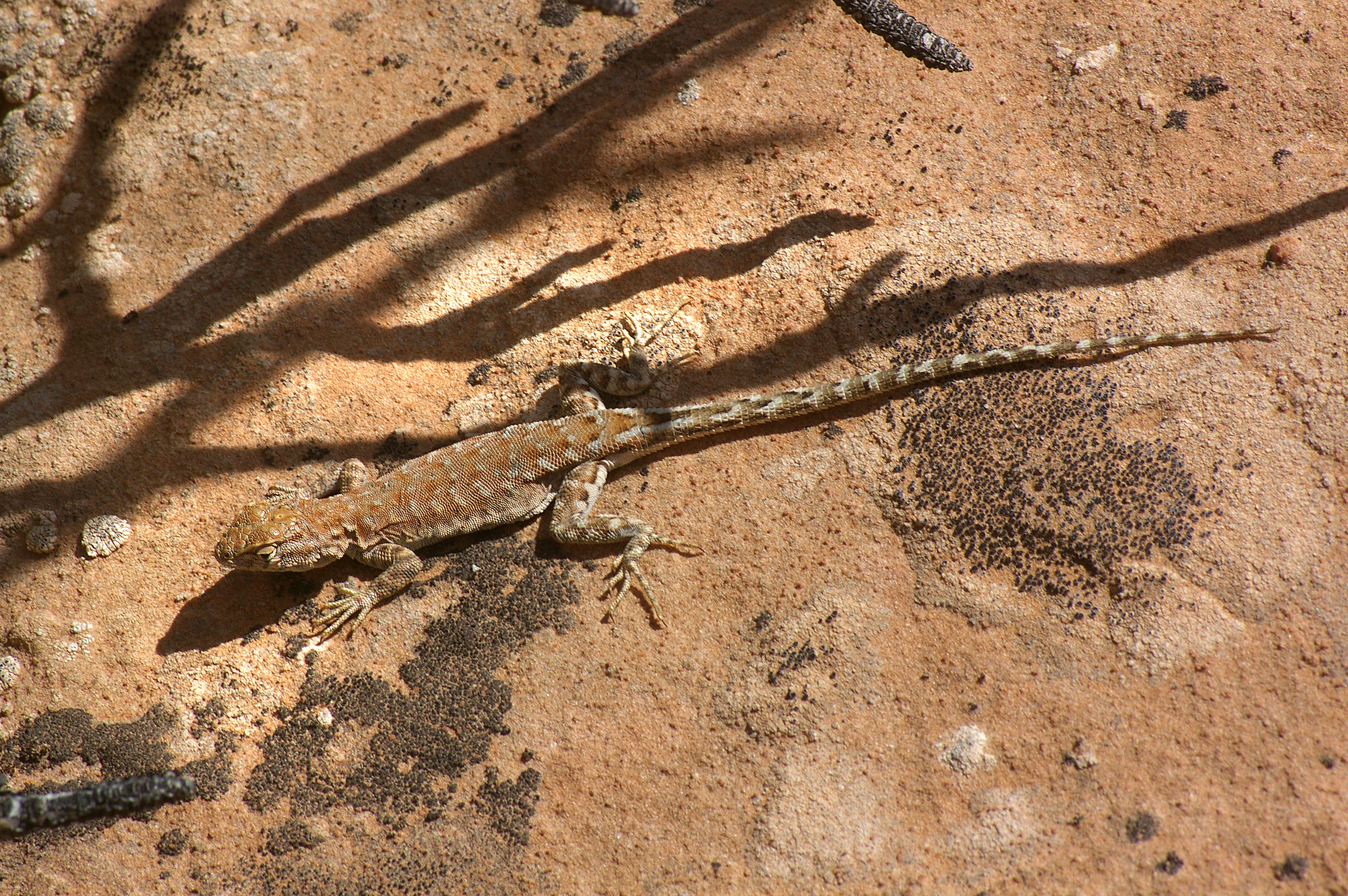